# Albert Bruce Jackson
Albert Bruce Jackson, född 14 februari 1876 i Newbury, Berkshire och dog 14 januari 1947 i Kew, var en engelsk botaniker, verksam i London.
Auktorsnamnet A.B.Jacks. kan användas för Albert Bruce Jackson i samband med ett vetenskapligt namn inom botaniken; se Wikipediaartiklar som länkar till auktorsnamnet.